# Tanypteryx hageni
Tanypteryx hageni is een echte libel uit de familie van de Petaluridae.
De wetenschappelijke naam van de soort werd in 1879 als Tachopteryx hageni gepubliceerd door Edmond de Selys Longchamps.